# Леонтьев, Юлиан Николаевич
Юлиан Николаевич Леонтьев (2 ноября 1930, пос. Володарский, Ленинградская область — 27 октября 2011, Кимры) — нефтяник, Герой Социалистического Труда.

## Биография
Родился 2 ноября 1930 года в посёлке Володарском. Во время Великой Отечественной войны попал с матерью в немецкий концлагерь. С приходом РККА был освобождён из Минского концлагеря.
После смерти матери воспитывался в детских домах. В 1949 году окончил школу. Переехал жить в Туркмению. Заочно окончил нефтяной техникум. Работал бурильщиком, также был мастером инженером-технологом. Бригада Леонтьева проявила героизм в разработке нефтяных месторождений.
В 1980 году вступил в КПСС.
2 марта 1981 года Указом Президиума Верховного Совета СССР Ю. Н. Леонтьеву было присвоено звание Героя Социалистического Труда.
Жил в городе Чарджоу, с 1994 года — в городе Кимры Тверской области.
Награждён медалью «Серп и Молот», двумя орденами Ленина и орденом «Знак Почёта».